# Seznam francouzských ilustrátorů Julese Verna
Toto je seznam francouzských ilustrátorů knih spisovatele Julese Verna.

## B
- Alexandre de Bar (1821 – 1908) ilustroval společně s Jeanem-Valentinem Foulquierem román Hrabě de Chanteleine.
- Gédéon Baril (1832-1906) ilustroval povídku Deset hodin na lovu.
- Émile-Antoine Bayard (1837 – 1891) ilustroval společně s Alphonsem de Neuvillem román Okolo Měsíce a samostatně povídku Drama ve vzduchu ze sbírky Doktor Ox.
- Alfred Quesnay de Beaurépaire (1830 – 1898) ilustroval společně s Julesem Fératem Zemi kožešin.
- Léon Benett (1839 – 1917): v letech 1873 – 1910 ilustroval dvacet osm Vernových děl.

## C
- Hubert Clerget (1818-1889) ilustroval společně Édouardem Riouem Ilustrovaný zeměpis Francie.

## D
- S. Drée (?) ilustroval historický příběh Vzbouřenci na lodi Bounty.

## F
- Jules Férat (1819 – 1889): v letech 1871 – 1881 ilustroval šest Vernových románů, tři jeho novely a knihu jeho divadelních her Cesty na divadle.
- Jean-Valentin Foulquier (1822-1896) ilustroval společně s Alexandrem de Barem román Hrabě de Chanteleine.

## M
- Adrien Marie (1848 – 1891) ilustroval novelu Zajatci polárního moře ze sbírky Doktor Ox.
- Henri Meyer (1844 – 1899) ilustroval Patnáctiletého kapitána a společně s Léonem Benettem, Édouardem Riouem a Julesem Fératem knihu Vernových divadelních her Cesty na divadle.
- Henri de Montaut (1840 – 1905) ilustroval společně s Ědouardem Riouem Pět neděl v baloně a Dobrodružství kapitána Hatterase a samostatně Ze Země na Měsíc.
- Félicien de Myrbach (1853 – ?) ilustroval společně s Léonem Benettem a Georgem Rouxem knihu povídek Včera a zítra.

## N
- Alphonse de Neuville (1835 – 1885) ilustroval společně Ědouardem Riouem Dvacet tisíc mil pod mořem, s Émilem-Antoinem Bayardem Okolo Měsíce a s Léonem Benettem Cestu kolem světa za osmdesát dní.

## P
- Paul-Dominique Philippoteaux (1845 – 1923) ilustroval román Na kometě (1877) a společně s Léonem Benettem několikadílný geografický a historický spis Historie velkých objevů.

## R
- Édouard Riou (1833 – 1900): v letech 1863 – 1881 ilustroval osm Vernových děl.
- George Roux (1850 – 1929): v letech 1885 – 1919 ilustroval dvacet Vernových románů, tři jeho novely a podílel se na ilustracích knihy Vernových povídek Včera a zítra, ilustroval knihu Ves ve vzduchu.

## S
- François Schuiten (1956) ilustroval Paříž ve dvacátém století (vydáno 1994).
- Théophile Schuler (1821 – 1878) ilustroval povídku Mistr Zachariáš ze sbírky Doktor Ox.

## T
- Jacques Tardi (1946) ilustroval román Kněz v roce 1839 (vydáno 1992) a sbírku povídek z pozůstalosti San Carlos (vydáno 1993),
- Georges Tiret-Bognet (1855 – 1930) illustroval Bezejmennou rodinu.

## Y
- Edmond Yon (1836 – 1897) ilustroval povídku Čtyřicátý francouzský výstup na Mont Blanc ze sbírky Doktor Ox.